# Euxoa scholastica
Euxoa scholastica là một loài bướm đêm thuộc họ Noctuidae. Nó được tìm thấy ở Nova Scotia to Ontario và Wisconsin, phía nam đến North Carolina.
Sải cánh dài khoảng 28 mm. Con trưởng thành bay từ tháng 7 đến tháng 8.